# Verklärungskathedrale (Schytomyr)

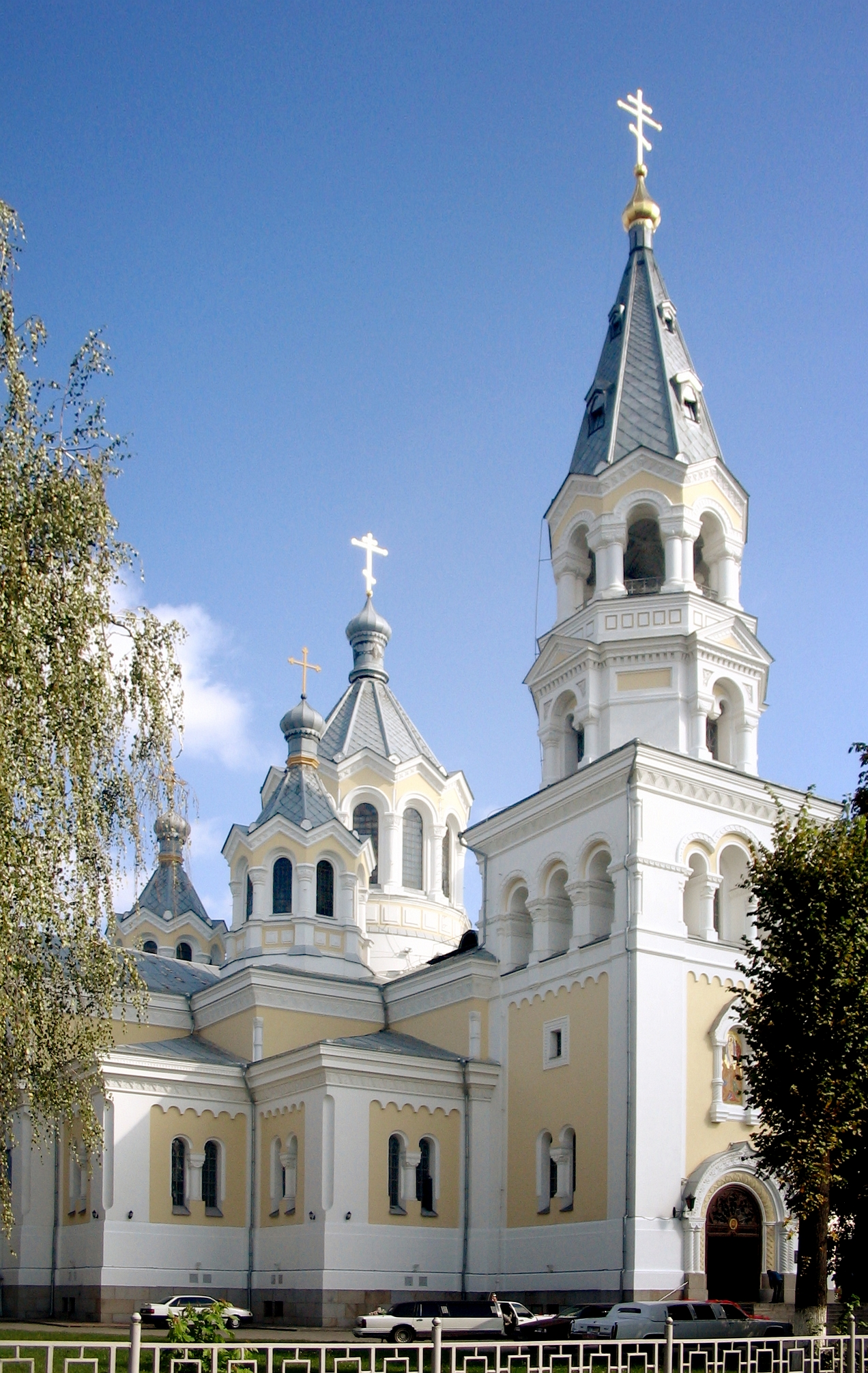
Christi-Verklärungs-Kathedrale Schytomyr

Die Verklärungskathedrale (ukr. Спасо-Преображенський собор) in der ukrainischen Stadt Schytomyr ist eine Kirche der Ukrainisch-orthodoxen Kirche Moskauer Patriarchats und ein Architekturdenkmal des 19. Jahrhunderts.

## Geschichte
Die Kirche wurde an der Stelle der 1771 zerstörten Basilius-Kirche in den Jahren 1866–1874 nach Plänen des Architekten K. Rachau im russisch-byzantinischen Stil mit den typischen Details für die altrussische Architektur des 11. und 12. Jahrhunderts erbaut. Der Glockenturm, in dem eine rund 750 kg schwere Hauptglocke hängt, hat eine Höhe von 53 Metern.
Da die Bauarbeiten sich als schwer erwiesen, nahmen daran Spezialisten teil, die in den Jahren von 1818 bis 1858 die Isaakskathedrale in Sankt Petersburg erbauten.

Die Verklärungskathedrale in Schytomyr im Lauf der Geschichte
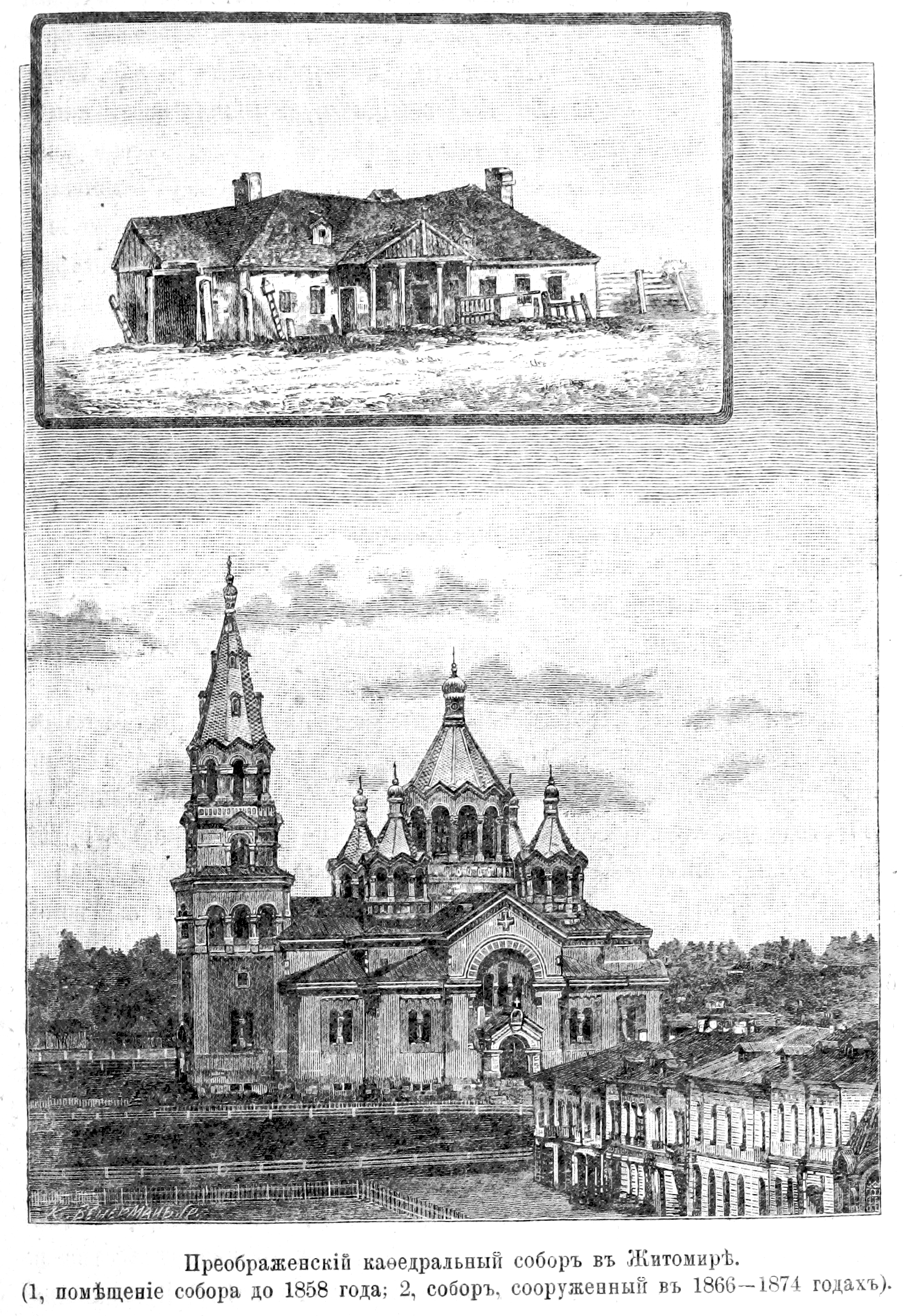
1866–1874
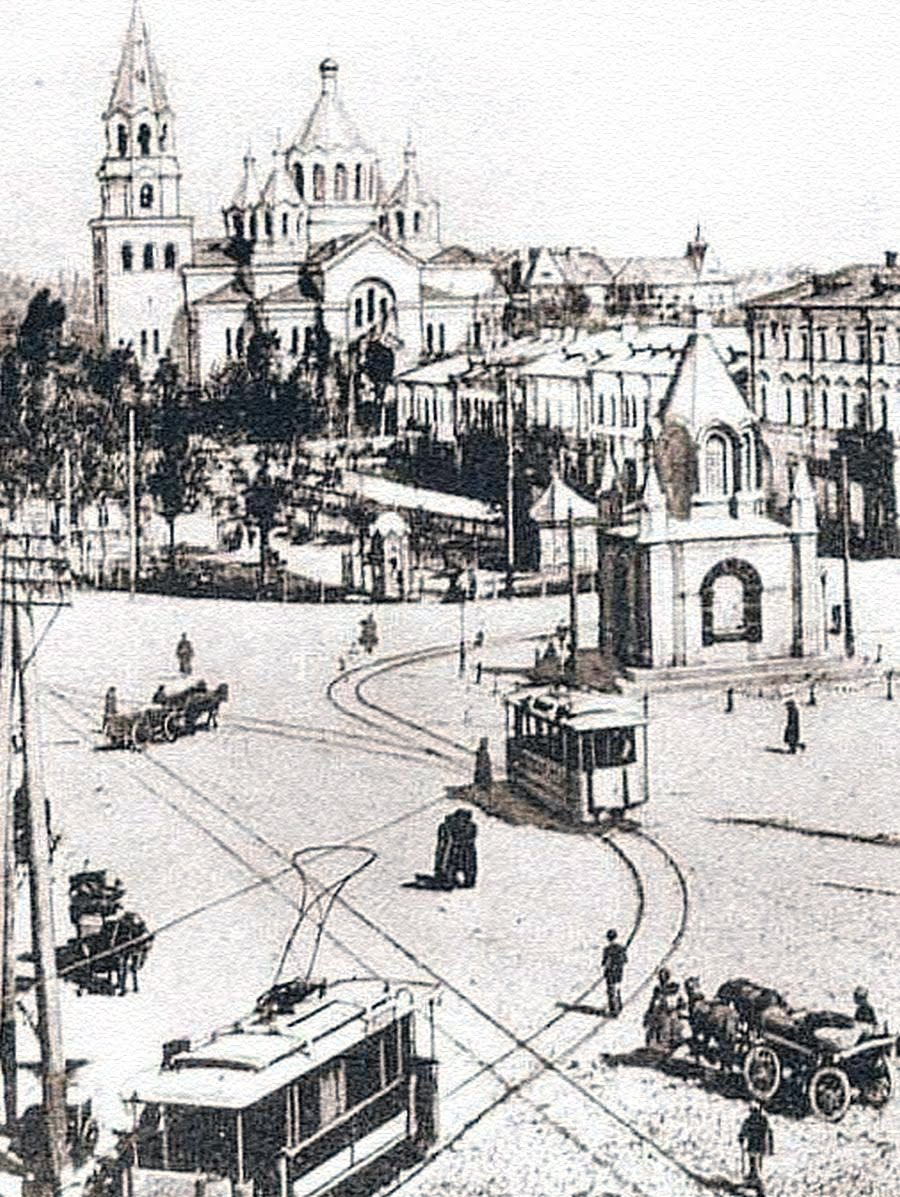
1900
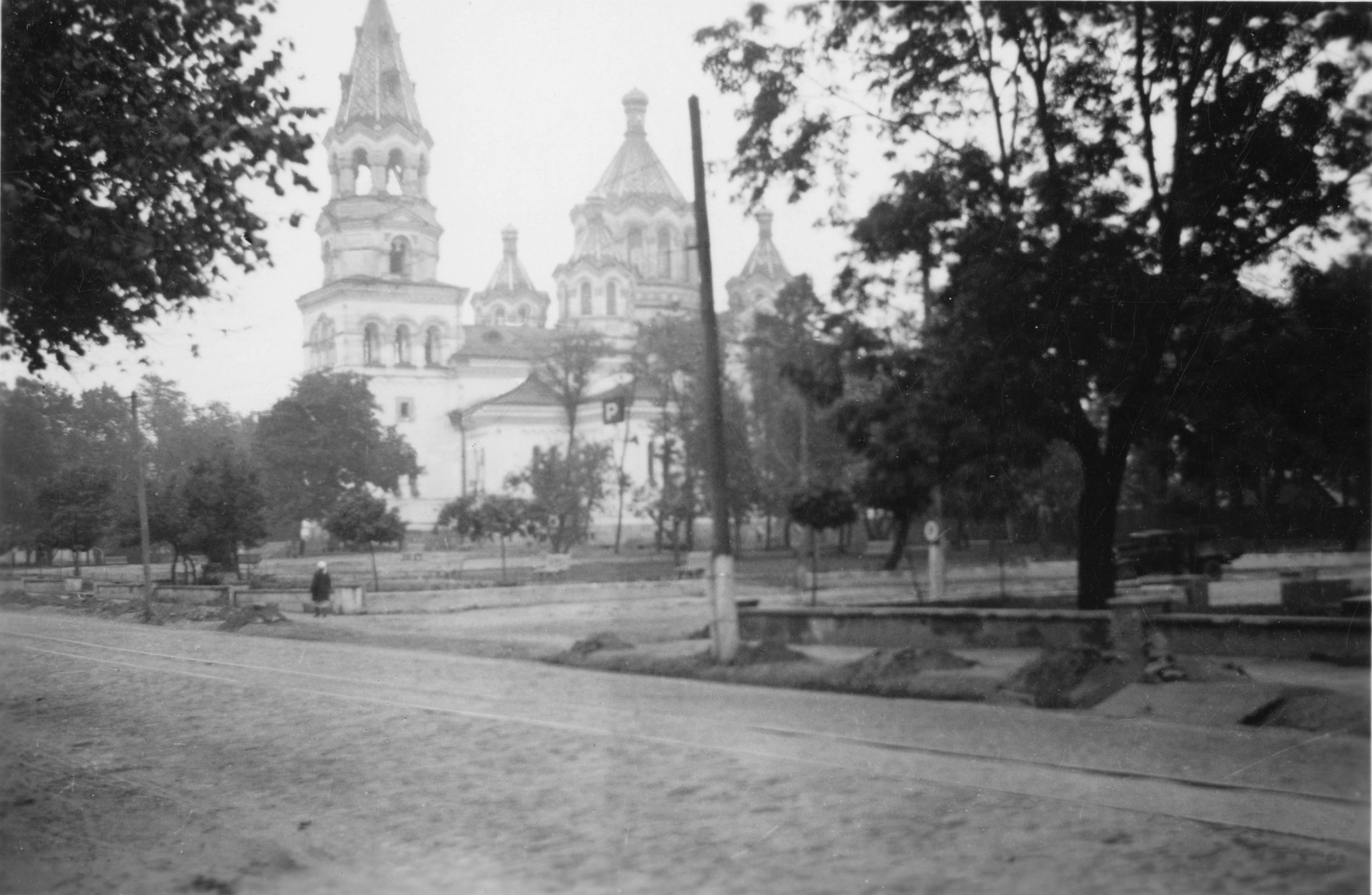
1941
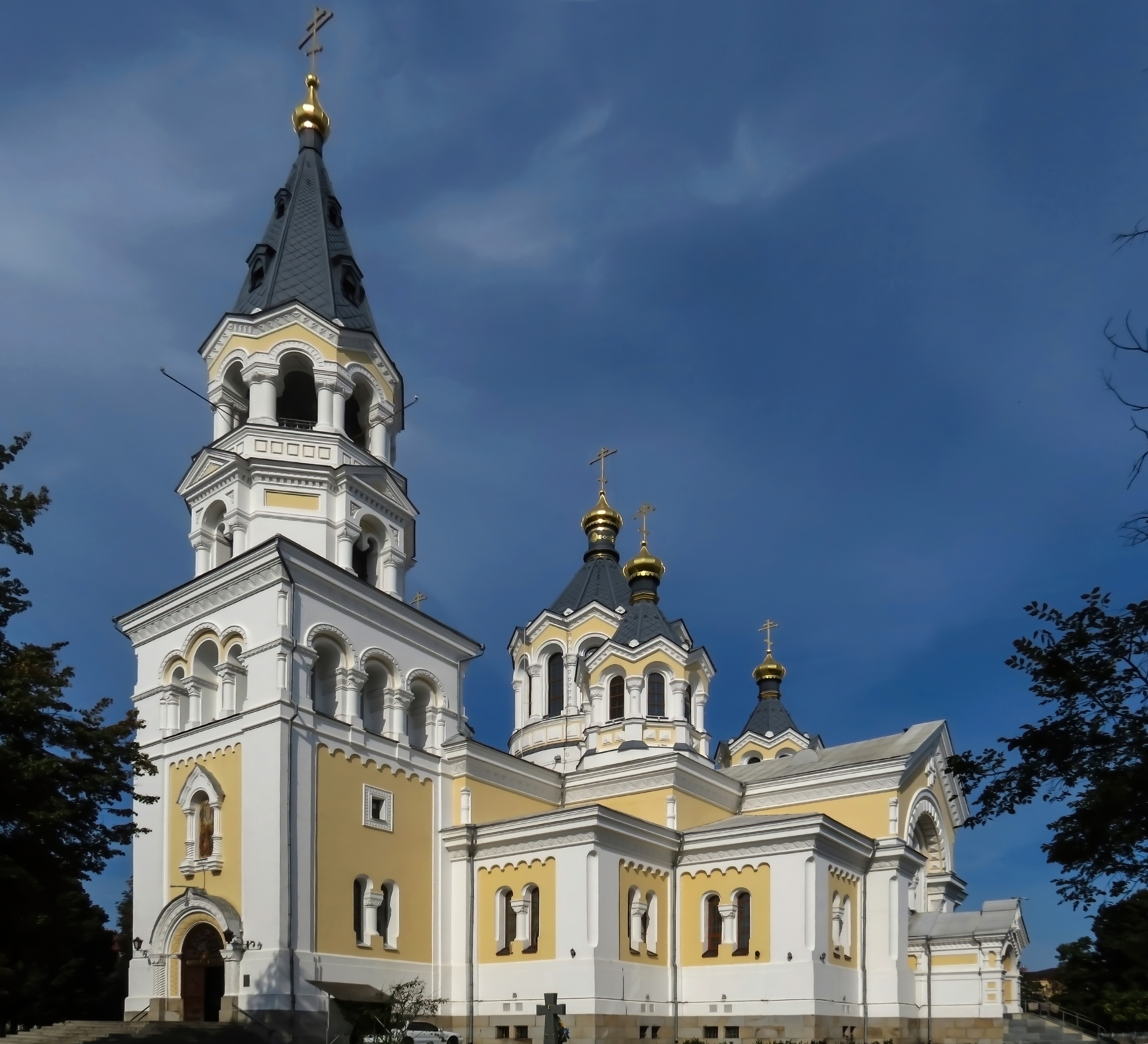
2021

## Ausstattung

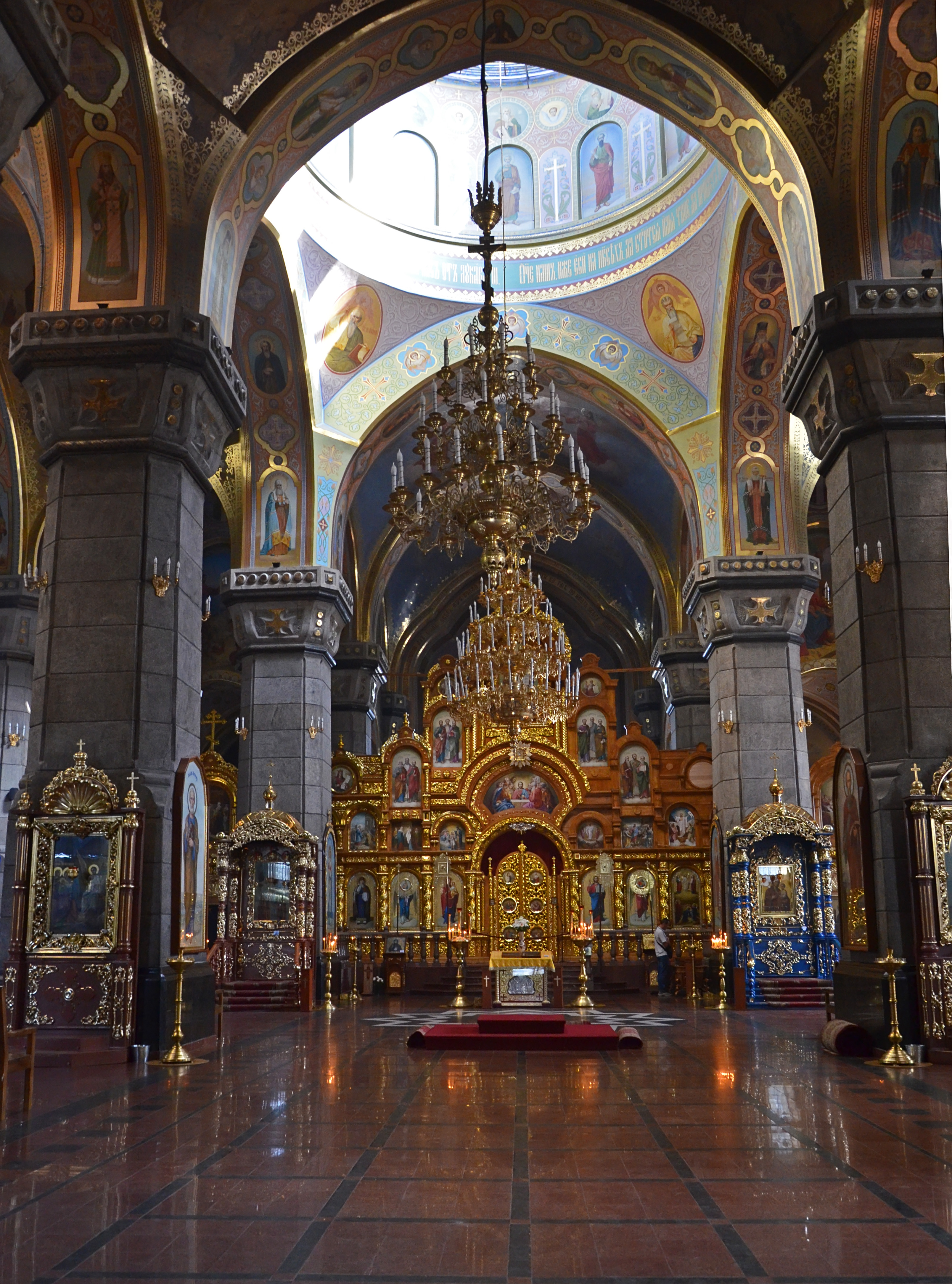
Im Mittelschiff mit Blick auf die Ikonostase

Die Kirche wurde aus Backstein im russisch-byzantinischen Stil erbaut. Sie ist kreuzförmig und hat fünf zeltartige Kuppeln. An der Westfassade schließt sich ein rechteckiger Glockenturm an.
Bei der kunstvollen Ausstattung der Kirche hatte man die Leitidee, die Bodenschätze Wolhyniens hervorzuheben; man benutzte Granite und Labradorite aus der Region von Schytomyr. Zwischen jedem der Granitblöcke der Säulen wurde eine dünne Schicht Blei aufgelegt, die geringe Unebenheiten der Oberflächen ausgleicht. Außerdem besitzt die Kirche zahlreiche Öl-Wandgemälde aus dem 19. Jahrhundert.
Die Ikonostase der Kirche trägt Ikonen des russischen Akademikers Michail Wassiljew.